# Базили, Александр Константинович
Александр Константинович Базили (1846—1902) — русский дипломат; действительный статский советник (1892), гофмейстер (1901).
Отец Николая Базили.

## Биография
В 1865 году окончил Ришельевский лицей в Одессе.
Служил в Министерстве иностранных дел. В 1882 году пожалован званием камер-юнкера, в 1896 году — званием камергера; после 1900 года — гофмейстер; 5 апреля 1892 года был произведён в чин действительного статского советника.
В 1896 году — генеральный консул в Будапеште. С 8 февраля 1897 по 10 августа 1900 года — директор Первого департамента Министерства иностранных дел, затем был старшим советником министерства.
В 1899 году А. К. Базили в составе российской делегации принял участие в работе международной конференции в Гааге
Умер в 1902 году.

## Награды
российские
- орден Св. Владимира 3-й ст. (1889)
- орден Св. Станислава 1-й ст. (1895)
- орден Св. Анны 1-й ст. (1898)

иностранные
- греческий орден Спасителя, кавалерский крест (1869)
- турецкий орден Меджидие 3-й ст. (1871)
- черногорский орден Князя Даниила I 3-й ст. (1874)
- сербский орден Таковского креста 3-й ст. (1880)
- румынский крест «За переход через Дунай» (1881)
- австрийский орден Железной короны 2-й ст. (1896)
- австрийский орден Франца Иосифа большой крест (1897)
- сиамский орден Белого слона 2-й ст. (1897)
- болгарский орден «Святой Александр» 1-й ст. (1897)
- командор французского ордена Почётного легиона (1897)
- орден Короны (Пруссия) 1-й ст. (1898)
- Орден Благородной Бухары 1-й ст. с бриллиантами (1898)
- золотой крест заслуг перед Иерусалимским Орденом Гроба Господнего (1898)
- орден Короны Румынии, большой крест (1898)
- орден Оранских-Нассау 1-й ст. (1899)
- черногорский орден Князя Даниила I 1-й ст. (1900)

## Сочинения
- О военной контрабанде / Опыт Александра Базили. — Санкт-Петербург : тип. Морск. м-ва, 1866.